# Diecezja Yantai
Diecezja Yantai (łac. Dioecesis Ientaevensis, chiń. 天主教烟台教区) – rzymskokatolicka diecezja ze stolicą w Yantai, w Chińskiej Republice Ludowej. Diecezja jest sufraganią archidiecezji Jinan.

## Historia
22 lutego 1894 erygowano wikariat apostolski Wschodniego Szantungu. Wcześniej opiekę duszpasterską nad wiernymi z tych terenów sprawowali ordynariusze wikariatu apostolskiego Północnego Szantungu (obecnie archidiecezja Jinan).
3 grudnia 1924 zmieniono nazwę na wikariat apostolski Czyfu (pod takim mianem było wówczas znane Yantai).
W 1931 wikariat apostolski Czyfu utracił część terytorium na rzecz nowo powstałych:
- 16 czerwca - prefektury apostolskiej Yiduxian
- 18 czerwca - misji “sui iuris” Weihai (obecnie prefektura apostolska Weihai).

W wyniku reorganizacji chińskich struktur kościelnych 11 kwietnia 1946 wikariat apostolski Czyfu podniesiono do godności diecezji i zmieniono nazwę na obecną.
Z 1950 pochodzą ostatnie pełne, oficjalne kościelne statystyki. Diecezja Yantai liczyła wtedy:
- 2072 wiernych (0,1% populacji)
- 21 księży (16 diecezjalnych i 5 zakonnych)
- 33 siostry zakonne.

Od zwycięstwa komunistów w chińskiej wojnie domowej w 1949 diecezja, podobnie jak cały prześladowany Kościół katolicki w Chinach, nie może normalnie działać. 20 stycznia 1950 z urzędu biskupa Yantai zrezygnował kanadyjski misjonarz bp Louis-Prosper Durand OFM. W 1951 jego następcą został Chińczyk - Alphonsus Zong Huaimo OFM, który od połowy lat 50. współpracował z komunistycznymi władzami i mieszkał w Pekinie. W 1960, katedrę objął biskup Patriotycznego Stowarzyszenia Katolików Chińskich mianowany przez władze państwowe. Koncesjonowany biskup sprawował rządy do 1970 (data sporna). Urząd ds. wyznań nie wyznaczał później jego następców pozostawiając diecezję nieobsadzoną. Do 1997 brak danych o legalnych (z kościelnego punktu widzenia) biskupach działających w Kościele podziemnym.
W 1997 (inne źródła podają rok 1993) podziemnym biskupem Yantai, z pełnym poparciem Stolicy Apostolskiej, został John Gao Kexian. Pełnił posługę do 16 listopada 1999 kiedy to został aresztowany. Przez lata nie było żadnych informacji odnośnie do Gao Kexiana. W dniu 24 stycznia 2005 władze chińskie powiadomiły o śmierci 77 letniego biskupa bez podania jej przyczyny.

## Ordynariusze Yantai
Obecnie na stolicy biskupiej w Yantai trwa wakans. Być może urząd biskupa Yantai sprawuje duchowny Kościoła podziemnego, ale z powodu prześladowań religijnych w Chińskiej Republice Ludowej brak na ten temat danych.